# Joseph Nye

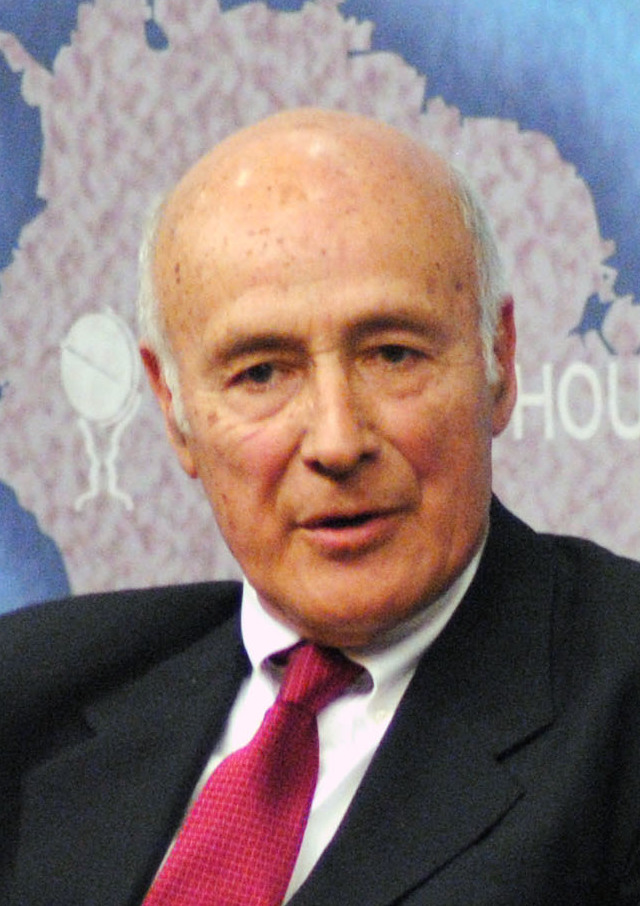
Joseph Nye (2013)

Joseph Samuel Nye Jr. (* 19. Januar 1937 in South Orange, New Jersey; † 6. Mai 2025) war ein US-amerikanischer Politikwissenschaftler, Politiker und Publizist.

## Leben
Joseph Nye schloss 1958 sein Bachelor-Studium an der Princeton University ab. Nach seinem ersten Bachelor studierte er mit einem Rhodes-Stipendium an der University of Oxford Philosophie, Politikwissenschaft und Volkswirtschaftslehre. Anschließend promovierte er zum Dr. phil. in Politik und Wirtschaft an der Harvard University. Bereits 1964 lehrte Nye in Harvard. Zusätzlich lehrte er in Genf, wo er 1968 Gastprofessor am Genfer Hochschulinstitut für internationale Studien (Institut Universitaire des Hautes Etudes Internationales) war, 1973 an der School of International Affairs der Carleton University in Ottawa. 1974 war er Gaststipendiat am Royal Institute of International Affairs in London. Außer seiner Arbeit am College und den Universitäten arbeitete er in verschiedenen Regierungsdienststellen. So war Nye unter anderem im US-Außenministerium tätig. 1993 und 1994 war er zudem Vorsitzender des National Intelligence Councils, welches die Nachrichten und Analysen aus dem In- und Ausland für den US-Präsidenten und die amerikanische Regierung koordiniert und vorträgt. Von 1994 bis 1995 war Nye schließlich stellvertretender US-Verteidigungsminister (Assistant Secretary of Defense). 1995 wurde Nye Dekan der Harvard Kennedy School (Harvard's John F. Kennedy School of Government), an der er von 1985 bis 1993 Direktor des Center for Science and International Affairs war. Während dieser Zeit erhielt er 1989 die Clarence–Dillon Professur der Kennedy School. Er war Vorsitzender der Trilateralen Kommission für Nordamerika.
Darüber hinaus war Joseph Nye Mitglied und Unterstützer zahlreicher Institutionen. Nye war Mitglied der American Academy of Arts and Sciences, der Academy of Diplomacy, im Executive Committee of the Trilateral Commission und im advisory committee of the Institute of International Economics. Er war US-Vertreter des Advisory Committee on Disarmament Affairs der Vereinten Nationen. Joseph Nye ist Senior-Mitglied im Aspen Institute und Direktor der Aspen–Strategy–Group. Als Mitglied des Aspen Institutes kümmerte er sich um die Beziehungen zwischen den USA und anderen Staaten, vor allem Europa. Außerdem war Nye Direktor des Institute for East–West Security Studies und Direktor des International Institute for Strategic Studies. Er war als Verwalter des Wells College und des Radcliff College tätig. 2005 erhielt er die Ehrendoktorwürde der Universität St. Gallen. 2010 verlieh ihm die Keiō-Universität die Ehrendoktorwürde. Außenministerin Hillary Clinton wollte ihn als Botschafter nach Japan schicken, doch das Weiße Haus entschied sich für einen anderen Mann. 2014 wurde ihm der japanische mehrfarbige Orden der Aufgehenden Sonne am Band verliehen.
Er war verheiratet und hatte drei erwachsene Söhne. Er wohnte in North Sandwich, New Hampshire.

## Forschungsschwerpunkte und Werke
Joseph Nye, der eigentlich nie eine akademische Laufbahn anstrebte, sagte bezüglich seiner Forschungsschwerpunkte: „It sounds like a lot of wandering around. I think there’s a thread there but perhaps the only thread is my own intellectual curiosity.“
Dieses Zitat spiegelt die Komplexität seiner Interessen im Einzelnen wider. Es lässt sich jedoch allgemein festhalten, dass sich seine Forschungsarbeiten stets mit Problemen von Staat und Macht im Zusammenhang auf internationale Abhängigkeiten und Globalisierung beschäftigten.
Unter seinen zahlreichen Publikationen zählen vor allem folgende Bücher zu den wichtigsten:

### 1. Bound To Lead: The Changing Nature of American Power (1990)
In seinem Buch stellt er sich gegen die damals weitverbreitete Meinung der sogenannten „Declinists“, die ein baldiges Ende Amerikas als Weltmacht prognostizierten. Er zeigt auf, dass ein Festhalten an traditionellen Theorien bezüglich Aufstieg und Niedergang von Imperien Amerika zu einer falschen Regierungsstrategie in der modernen Politik verleiten könnte. Für ihn steht die Frage, wie sich die Macht in der modernen internationalen Politik verändert, im Vordergrund. Wenn Amerika in seiner Rolle als regierende Weltmacht versagt, hat dies fatale Konsequenzen, nicht nur für die USA. Joseph Nye jr. erwähnt in diesem Buch erstmals seinen Begriff der „Soft Power“, die dritte Macht, neben wirtschaftlicher und militärischer, in der Amerika die stärkste Nation ist.

### 2. Das Paradox der amerikanischen Macht (2003)
Nach dem Fall der Sowjetunion bleibt Amerika ohne ersichtliche Herausforderer an der Spitze der Weltmacht. Amerika boomt und verfällt in eine Isolation gegenüber dem Rest der Welt. Was zählt, sind nationale Interessen. Bis zum 11. September 2001 waren viele Amerikaner der Meinung, dass ihr Land als stärkste Weltmacht es nicht nötig habe, Rücksicht auf andere Nationen zu nehmen. Joseph Nye jr. bezeichnet diesen terroristischen Angriff als „furchtbares Symptom tiefgreifender Veränderungen auf der Welt“. Er macht deutlich, dass aufgrund der Globalisierung und des technischen Fortschrittes in Bereichen der Kommunikation und der Informationsverarbeitung neue internationale Themen auf der Tagesordnung stehen, die alleine nicht mehr lösbar sind. Amerika ist in seinen Augen nicht mehr nur gezwungen zu führen, sondern zu kooperieren. Er führt auf, dass es den USA gelingen muss, nationale Interessen mit internationalen zu vereinen, um ein Fortbestehen seiner Macht zu sichern. Nach Meinung von Joseph Nye jr. muss Amerika eine Balance zwischen „hard power“ (Militär und Wirtschaft) und „soft power“ (Kultur und Werte, Institutionen und Politik) finden, sowie sich von der traditionellen Politik distanzieren, die sich auf Unipolarität, Hegemonie und Souveränität gründet, um seine Position als Weltmacht zu behaupten.

### 3. Soft Power: The Means to Success in World Politics (2004)
In „Soft Power“ greift Joseph Nye jr. sein Konzept der „weichen Macht“ wieder auf. Er definiert „Soft Power“ als die Möglichkeit, Menschen und Nationen durch kulturelle und politische Attraktivität „gefügig“ zu machen. In seinem Buch plädiert er für mehr Multilateralismus in der Außenpolitik. Seiner Meinung nach ist es das System von „Soft Power“, welches verhindert, dass der Terrorismus mehr Anhänger findet, und es ist „Soft Power“, die hilft, die globalen Anforderungen zwischen den Nationen zu bewältigen. Dieses System der Gesellschaft näherzubringen und es in der Außenpolitik zu befolgen, ist laut Joseph Nye der Zweck dieses Buchs.

### 4. Do Morals Matter? (2020)
Im Januar 2020 erschien sein neues Buch Do Morals Matter? Presidents and Foreign Policy from FDR to Trump bei Oxford University Press. In dem Buch entwickelt Joseph Nye eine Art dreidimensionales „ethisches Punktesystem“ („ethical scorecard“) und bewertet danach die Außenpolitik aller amerikanischen Präsidenten ab Franklin D. Roosevelt (1933–1945). Zu den drei Bewertungskriterien gehören die Motive und Absichten, die Mittel, die in der Außenpolitik des jeweiligen Präsidenten zum Einsatz gekommen sind, und die Konsequenzen.

## Veröffentlichungen
- Pan-Africanism and East African integration. Cambridge 1965.
- Relations, Transnational, and world politics. 1972.
- mit Robert O. Keohane: Power and Interdependence. World Politics in Transition. Boston 1977, ISBN 0-8191-6394-5.
- mit Graham T. Allison & Albert Carnesale: Fateful visions. Avoiding Nuclear Catastrophe. Cambridge 1988, ISBN 0-88730-272-6.
- Making, The, of America’s Soviet policy. 1984.
- Nuclear Ethics. New York 1986, ISBN 0-02-923091-8.
- Bound to lead. The changing nature of American power. New York 1990, ISBN 0-465-00743-0.
- mit Kurt Biedenkopf & Motoo Shiina: Global Competition After the Cold War: A Reassessment of Trilateralism. New York 1991.
  - in deutscher Sprache: Globale Kooperation nach dem Ende des Kalten Krieges. Eine Neueinschätzung des Trilateralismus; ein Task-Force-Bericht an die Trilaterale Kommission. Bonn 1992, ISBN 3-7713-0417-2.
- Why people trust government. Cambridge 1997, ISBN 0-674-94057-1.
- Governance in a globalizing world. Washington 2000, ISBN 0-8157-6408-1.
- Understanding international conflicts. An introduction to theory and history. New York 2002 (5. Aufl.), ISBN 0-321-20945-1.
- The paradox of American power. Why the world's only superpower can't go it alone. New York 2002, ISBN 0-19-515088-0.
  - in deutscher Sprache: Das Paradox der amerikanischen Macht. Warum die einzige Supermacht der Welt Verbündete braucht. Hamburg 2003, ISBN 3-434-50552-0.
- Joseph S. Nye: Soft power. The means to success in world politics. New York 2004, ISBN 1-58648-306-4.
- The Power Game: A Washington Novel, 2004, ISBN 978-1-58648-226-8.
- The future of Power. Public Affairs, 2011, ISBN 978-1-58648-891-8 (Hardcover).
  - in deutscher Sprache: Macht im 21. Jahrhundert. Politische Strategien für ein Neues Zeitalter. Siedler Verlag, München 2011, ISBN 978-3-88680-983-7.
- Is the American Century Over? Polity Press, Oxford 2015, ISBN 978-0-7456-9006-3.
- Do Morals Metter? Presidents and Foreign Policy from FDR to Trump. Oxford University Press, 2020, ISBN 978-0-19-093596-2.[7]
- A Life in the American Century. Polity, Oxford 2024, ISBN 978-1-5095-6068-4.